# 施塔尔旺
施塔尔旺是德国巴伐利亚州的一个市镇。总面积20.59平方公里，总人口1363人，其中男性690人，女性673人（2011年12月31日），人口密度66人/平方公里。